# 徐待
徐待（1532年—1587年），字子器，號東磐，浙江寧波府鄞縣人，民籍，明朝政治人物、進士出身。

## 生平
隆慶四年（1570年）庚午科浙江鄉試第三十名，萬曆二年（1574年）登甲戌科會試第二百二十四名，第三甲第一百四十九名進士。三年任福建同安县知县，丁艱去。万历十一年八月由知县考选，授湖广道御史。後出任江西按察司佥事。

## 家族
曾祖父徐謙；祖父徐節，曾任王府教授；父徐明。母葉氏。具庆下。